# Gine Avril
Pour les articles homonymes, voir Avril (homonymie).
Germaine Avril (dite Gine Avril), née le 31 octobre 1894 à Neuilly-sur-Seine (Hauts-de-Seine) et morte le 29 septembre 1971 à Créteil (Val-de-Marne), est une actrice française.

## Biographie
Gine Avril fait une brève carrière au cinéma, contribuant à cinq films français muets des années 1920, dont Les Trois Lys d'Henri Desfontaines (1921, avec Maurice Escande) et La Femme de nulle part de Louis Delluc (1922, avec Ève Francis).
Elle joue également au théâtre, notamment au Grand-Guignol (Paris) en 1944 dans La Bonne Tempête d'André Mouëzy-Éon (avec Bernard Charlan).
Elle meurt en 1971, à 76 ans.

## Filmographie complète
- 1921 : Les Trois Masques d'Henry Krauss : Speranza
- 1921 : Les Trois Lys d'Henri Desfontaines
- 1922 : La Femme de nulle part de Louis Delluc : la jeune femme
- 1923 : Le Taxi 313-X-7 de Pierre Colombier : l'amie de Bobby
- 1927 : Calvaire de Ion Niculescu-Bruna et Gabriel Rosca : Alice

## Théâtre (sélection)
(au Grand-Guignol à Paris)
- 1944 : La Bonne Tempête d'André Mouëzy-Éon : Janine
- 1944 : Au pied du mur de Jean Refroigney : la cliente